# المندوبية السامية للتخطيط
المندوبية السامية للتخطيط هي مؤسسة الأبحاث الحكومية في المغرب، التي تشمل أنشطتها إحصاء السكان، وعينة المسح على الأسر (الاستهلاك، والقوة العاملة، وجوانب من الحياة اليومية والصحة والسلامة، والترفيه، والأسرة والمواضيع الاجتماعية)، ومسوحات اقتصادية عديدة (الحسابات القومية والأسعار والتجارة الخارجية، والمؤسسات والشركات، والعمالة، الخ).
المندوب الحالي للمندوبية السامية للتخطيط هو شكيب بنموسى. الذي يشغل هذا المنصب منذ سنة 18 أكتوبر 2024.

## وصلات خارجية
- الموقع الرسمي